# Dingo (romance)

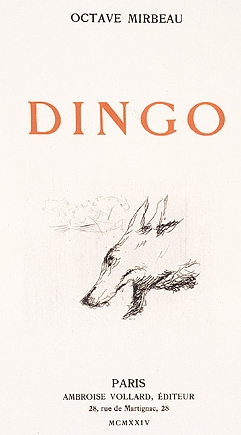
Éditions Ambroise Vollard, 1924

Dingo é um romance francês do escritor Octave Mirbeau, publicado pela editora Fasquelle, em maio de 1913, depois de uma pré-publicação em novela no jornal Le Journal. Como Mirbeau, doente já há alguns anos, não estava mais em condição de escrever, foi seu “discípulo”, Léon Werth, que, seguindo suas indicações, terminou a obra começada e escreveu os últimos capítulos.

## O romance: umafábulacínica
Trata-se de uma narrativa « com muita gordura », de inspiração rabelaisiana, graças à qual penetramos num mundo de fantasias mas que não exclui a observação cruel : o escritor descreve de forma sombria a miséria intelectual e material dos habitantes de Cormeilles-en-Vexin, onde vive, e que ele rebatiza Ponteilles-en-Barcis. Como na 628-E8, o verdadeiro herói deste romance-fábula não é um homem, mas o cachorro epônimo de Mirbeau, Dingo, morto em outubro de 1901, transformado em figura mítica e colocado no centro da narrativa (como em Quincas Borba, de Machado de Assis). É através dele que o romancista, que se tornou incapaz, com o avançar da idade, de levar adiante seus grandes combates estéticos e políticos, expressa sua revolta, seu desgosto e sua sede de liberdade. Ele renova assim as laços com a herança das filosofias cínicas gregas, que tinham recurso à « falsificação » dos valores sociais e a sua transgressão para melhor demonstrar seu caráter absurdo.

## Uma obra ambígua
Mirbeau evita, no entanto, cair nas ilusões do rousseaunismo e de fazer de seu cachorro Dingo um modelo. Porque o simpático animal, que foi devidamente desnaturalizado pelos homens e que acaba morrendo por essa razão, não deixa de ser um predador sanguinário, que obedece à universal « lei do assassinato », que rege tanto a natureza como as sociedades humanas (ver Le Jardin des supplices).

## Entreautoficçãoe brincadeira
Como na 628-E8, Mirbeau usa uma forma de autoficção avant la lettre: ele se coloca ele próprio em cena, mas como personagem de ficção, que apresenta várias diferenças com o autor real, cujo nome aparece na capa, de tal forma que o leitor não tem sempre como diferenciar o que é real e o que é caricatura, ou até mesmo brincadeira.
Mirbeau contuibui, assim, para renovar o gênero romanesco e a romper mais uma vez com os pressupostos do romance realista.